# بكار (مسلسل)
بكار مسلسل كارتون مصري، وأول شخصية كارتونية مصرية حقيقية، أبدعتها المخرجة الراحلة منى أبو النصر وأخرجت عدة أجزاء من المسلسل ثم استكمالها ابنها شريف جمال بعد وفاتها عام 2003. توقف عرض المسلسل عام 2007 وعاد في رمضان 2015 و2016 بجودة عالية بشكل فيلم ثلاثي الأبعاد.
بكار هو طفل نوبي من جنوب مصر، يعيش مع والدته في إحدى قرى النوبة، ومع عنزته رشيدة، وفي كل حلقة من حلقات المسلسل يخوض مغامرة جديدة مع أقرانه في المدرسة، سواء داخل قريته، أو خارجها.
غنى الفنان محمد منير تتري البداية والنهاية للمسلسل وهما من أشهر التترات وأحبها لجميع المصريين على اختلاف أعمارهم.

## وصلات خارجية
- شارة المسلسل: غناء محمد منير - ماسبيرو أطفال